# Łęki Dukielskie
Łęki Dukielskie est une localité polonaise de la gmina de Dukla, située dans le powiat de Krosno en voïvodie des Basses-Carpates.